# Socialisme de guilde
Le socialisme de guilde (Guild socialism) est un mouvement politique prônant le contrôle ouvrier de l’industrie par l’intermédiaire de guildes « dans une relation contractuelle implicite avec le public ». Il est originaire du Royaume-Uni et a été le plus influent dans le premier quart du XXe siècle. Il a été fortement associé à George D.H. Cole et influencé par les idées de William Morris.

## Origines
Le socialisme de guilde trouve son origine dans le livre du socialiste chrétien Arthur Penty (1875-1937) intitulé  The restauration of the Guild system, publié en 1906, dans lequel il s’oppose à la production en usine et prône un retour à une période antérieure de production artisanale, organisée par le biais de guildes. À partir de 1907 le journal The New Age (en), fondé par A.R. Orage (1873-1934) milite en faveur du socialisme de guilde, adaptation du système de Penty, dans le contexte de l’industrie moderne plutôt que de l’ambiance médiévale favorisée par Penty et inspirée du socialisme fédéraliste de William Morris.

## Histoire
En 1914, Samuel George Hobson (1864-1940), contributeur à The New Age, publie National guilds : An Inquiry into the Wage system and the Way Out. Dans cet ouvrage, les guildes sont présentés comme une alternative au contrôle étatique de l’industrie ou à l’activité conventionnelle des syndicats . Dans son système, les guildes, à la différence des syndicats existants, ne limitent pas leurs revendications aux questions des salaires et des conditions de travail, mais cherchent à obtenir le contrôle de l’industrie pour les travailleurs qu’ils représentent. En fin de compte, les guildes industrielles sont des organes par lesquels l’industrie serait organisée dans une future société socialiste.
En 1915, deux jeunes universitaires d’Oxford, G.D.H. Cole (1889-1959) et W. Mellor (1888-1942) fondent la National Guilds League. Leurs travaux vont finaliser le corpus théorique du socialisme de guilde. Une expérimentation en vraie grandeur aura lieu, entre 1921 et 1922 : la National Building Guild, fondée avec le syndicat du bâtiment. Toutefois, la National Building Guild fit rapidement faillite, car le contexte économique des années 1920, à la suite des restrictions  budgétaires, n’était pas favorable aux dépenses publiques. Des guildes éphémères furent également créées dans la fabrication mécanique, l’ameublement ( à Manchester), la confection, les docks (Aberdeen), la fabrication de balles de cricket (Norwich), l’imprimerie et l’agriculture.

## Contenu
Partant du constat que l’origine de l’aliénation des travailleurs réside dans leurs rapports aux modes de production, le socialisme de guilde consacre plus d’intérêt à la démocratie industrielle qu’à la démocratie politique. Les guildes, instruments de lutte de classe ont vocation à devenir l’instrument de contrôle de l’industrie. Les socialistes de la Guilde défendent un contrôle ouvrier exercé démocratiquement par les guildes sur un outil de production détenu par l'État. Sur ce dernier point, les opinions divergent entre un état centralisé et un état fédérant les diverses organisations de travailleurs (guildes), de consommateurs, gouvernements locaux, organismes sociaux, etc.

## Impact
L’impact du socialisme de guilde est indissociable de celui de William Morris. Tous deux sont les ancêtres des mouvements du contrôle ouvrier et de l’autogestion.